# Gorgone miniopila
Gorgone miniopila är en fjärilsart som beskrevs av Achille Guenée 1852. Gorgone miniopila ingår i släktet Gorgone och familjen nattflyn. Inga underarter finns listade i Catalogue of Life.